# Pablo Diogo
Pablo Diogo Lopes de Lima, noto semplicemente come Pablo Diogo (Campinas, 18 dicembre 1992), è un calciatore brasiliano, attaccante dell'Inter de Limeira.

## Caratteristiche tecniche
È un'ala destra.

## Carriera
Cresciuto nel settore giovanile del Guarani, ha esordito in prima squadra il 20 novembre 2010 disputando l'incontro di Série A perso 2-1 contro il Flamengo.